# Усполье
Усполье (бел. Усполле) — деревня в Мстиславском районе Могилёвской области Белоруссии. Входит в состав Ходосовского сельсовета.
Бывшее имение шляхетского рода Ханевских герба Корчак. До середины XIX века имела второе название Ханевшчына (Chaniewszczyna).

## География
Деревня располагается на берегу реки Чёрная Натопа, в 5 км на запад от центра сельсовета — деревни Ходосы, в 25 км на юго-запад от районного центра — города Мстиславля.

## История
В 1579 году — в составе Великого княжества Литовского. Имеются записи о деревне в Литовской метрике, датированные 1596 и 1635 годами. Упоминается в 1758 году как деревня во Мстиславском воеводстве Великого княжества Литовского.
После первого раздела Речи Посполитой в 1772 году территория деревни как и значительная часть других великолитовских территорий была включена в состав Российской империи.
С 1924 года — в составе Белорусской ССР.

## Население
Население деревни в 2007 году — 306 человек.